# Список глав государств в 116 году
Список глав государств в 115 году — 116 год — Список глав государств в 117 году — Список глав государств по годам

## Африка
- Мероитское царство (Куш) — Аритениесбехе, царь (108 — 132)

## Азия
- Армения Великая:
  - Римская оккупация (114 — 116)
  - Вагарш I, царь (116— 144)
- Иберия:
  - Митридат III, царь (106— 116)
  - Фарсман II, царь (116— 132)
- Китай (Династия Восточная Хань) — Ань-ди (Лю Ху), император (106 — 125)
- Корея (Период Трех государств):
  - Когурё — Тхэджохо, тхэван (53 — 146)
  - Пэкче — Киру, король (77 — 128)
  - Силла — Чима, исагым (112 — 134)
- Кушанское царство — Вима Кадфиз, великий император  (105 — 127)
- Осроена:
  - Абгар VII, царь  (109 — 116)
  - Римская оккупация  (116 — 118)
- Парфия:
  - Хосрой, шах (105 — 129)
  - Вологез II, шах (105 — 147)
- Сатавахана — Гаутамипутра Сатакарни, махараджа  (112 — 136)
- Хунну — Тань, шаньюй (98—124)
- Япония — Кэйко, тэнно (император) (71 — 130)

## Европа
- Боспорское царство — Савромат I, царь  (90 — 123)
- Ирландия — Федлимид Рехтмар, верховный король (110 — 119)
- Римская империя:
  - Траян, римский император (98 — 117)
  - Луций Фунданий Ламия Элиан, консул (116)
  - Секст Карминий Вет, консул (116)

## Галерея
- Марк Ульпий Траян 
 98—117 
 Император Римской империи
- Кэйко 
 71—130 
 Император Японии